# Marcelo Báez
Marcelo Báez Meza (Guayaquil, 1969) es un escritor, editor y crítico de cine ecuatoriano. A lo largo de su carrera literaria ha obtenido galardones como el Premio Aurelio Espinosa Pólit, el Premio de Narrativa Miguel Donoso Pareja y el primer lugar en el Concurso Nacional de Literatura Miguel Riofrío.
Es además miembro de la Academia Ecuatoriana de la Lengua, organismo al que se incorporó en septiembre de 2024 con una disertación sobre la novela Algunos tambores que suenen así (1981), del escritor ecuatoriano Jorge Velasco Mackenzie.

## Biografía
Nació en 1969 en Guayaquil, provincia de Guayas. A corta edad se mudó junto a su familia a Quito, donde permaneció durante su etapa escolar. De regreso en Guayaquil estudió literatura en la Universidad Católica de Santiago de Guayaquil.
Luego de dejar sus estudios empezó a trabajar como escritor de manera independiente en las revistas Tiempo Libre y Matapalos, esta última de diario El Telégrafo. Posteriormente trabajó en la revista Vistazo y en diario Expreso.
Inició su carrera literaria en 1993 con la publicación del libro de cuentos Movimientos para bosquejar un rostro, editada bajo el sello del Centro de Publicaciones de la Universidad Católica de Guayaquil.
Ha destacado en forma particular en el género poético y en la narrativa larga. Entre los reconocimientos que ha conseguido en poesía se cuentan: el Premio Nacional de Poesía César Dávila Andrade en 1996 por el poemario Hijas de fin de milenio, el Premio Aurelio Espinosa Pólit en 2012 por su poemario El mismo mar de todas Las Havanas, y el primer lugar en la edición de 2014 del Concurso Nacional de Literatura Género Poesía de la Casa de la Cultura Ecuatoriana por el poemario Cuadernos romanos (publicado con el título Babelia Express).
Báez también se ha desempeñado como editor y ha publicado bajo sellos editoriales propios alrededor de 50 obras de autores como Sonia Manzano, Catalina Sojos, Leonardo Valencia, entre otros. Se inició como editor en 1995 con el sello Manglar Editores, a través del cual publicó varias obras de poesía y narrativa. Tres años después abrió otro sello junto a Xavier Oquendo Troncoso que operó hasta 2002 y que entre sus obras más destacadas tuvo a Flujo escarlata, de Sonia Manzano, ganador del Premio Joaquín Gallegos Lara. A partir de 2002 continuó su labor editorial bajo el sello b@ez.editor.es, con el que hasta 2014 había publicado alrededor de 30 títulos.
En cuanto a narrativa, en 2005 obtuvo el primer lugar en el Concurso Nacional de Literatura Género Novela por la obra Jet Lag (publicada en 2010 con el título Catador de arenas), el primer lugar del Concurso de Cuento Breve Jorge Salazar en 2010 por su libro Bonsáis, y el Premio de Novela Corta Miguel Donoso Pareja en 2017 por Nunca más Amarilis. A finales de 2023 ganó además el primer lugar del Concurso Nacional de Literatura Miguel Riofrío por su novela El síndrome Salinger, que fue publicada al año siguiente y en la que sigue la historia de un periodista que se topa con varios casos de escritores varones que se aprovechaban de su posición para ejercer violencia de género.

## Obras
La bibliografía de Báez incluye los siguientes títulos:

### Novelas
- Tan lejos, tan cerca (1996)
- Tierra de Nadia (2000)
- Catador de arenas (2010)
- Nunca más Amarilis (2018)
- El buen ladrón (2019)[16]
- El síndrome Salinger (2024)

### Poesía
- Puerto sin rostros (1996)
- Hijas de fin de milenio (1997)
- Palincesto (1998)
- El mismo mar de todas Las Havanas (2012)
- Babelia Express (2014)

### Cuentos
- Movimientos para bosquejar un rostro (1993)
- Bonsáis (2010)
- Lienzos y camafeos (2012)[17]

### Otros
- Adivina quién cumplió cien años (1996)
- El gabinete del doctor Cineman (2006)
- Volumetrías (2014)[18]